# Quercus urartensis
Quercus urartensis är en bokväxtart som beskrevs av Uribe-ech. Quercus urartensis ingår i släktet ekar, och familjen bokväxter.
Artens utbredningsområde är Spanien. Inga underarter finns listade i Catalogue of Life.